# Лукаш Крпалек
Лукаш Крпалек (чеськ. Lukáš Krpálek; нар. 15 листопада 1990, Їглава, Чехія) — чеський дзюдоїст, дворазовий олімпійський чемпіон, чемпіон світу, дворазовий чемпіон Європи, дворазовий чемпіон Універсіади.
Золоту олімпійську медаль та звання олімпійського чемпіона Крпалек виборов на Олімпіаді в Ріо-де-Жанейро у ваговій категорії до 100 кг. Його було визнано спортсменом року в Чехії. 

## Виступи на Олімпіадах
| Олімпіада           | Дисципліна   | Місце |
| ------------------- | ------------ | ----- |
| Лондон 2012         | до 100 кг    | 7     |
| Ріо-де-Жанейро 2016 | до 100 кг    | 1     |
| Токіо 2020          | понад 100 кг | 1     |
| Париж 2024          | понад 100 кг | 9     |